# Trywieża
Trywieża – (gwarowe: Tryvéža, Trywież) wieś sołecka w Polsce położona w województwie podlaskim, w powiecie hajnowskim, w gminie Hajnówka. 
| SIMC    | Nazwa      | Rodzaj    |
| ------- | ---------- | --------- |
| 0030248 | Nowa Ulica | część wsi |

W latach 1975–1998 miejscowość administracyjnie należała do województwa białostockiego. 
Zachowała się drewniana architektura typowa dla dawnej białoruskiej wsi (m.in. pomalowane listwy narożnikowe domów i kolorowe okiennice). Trywieża powstała w XVII wieku, w XVIII wieku była znana z produkcji żyta i gorzałki. Wieś zawsze była niewielka, liczba domów wahała się od 10 do 30. Mieszkańcy są narodowości białoruskiej i wyznania prawosławnego. W końcu XX wieku odkryto tu surowce ilaste.

## Położenie

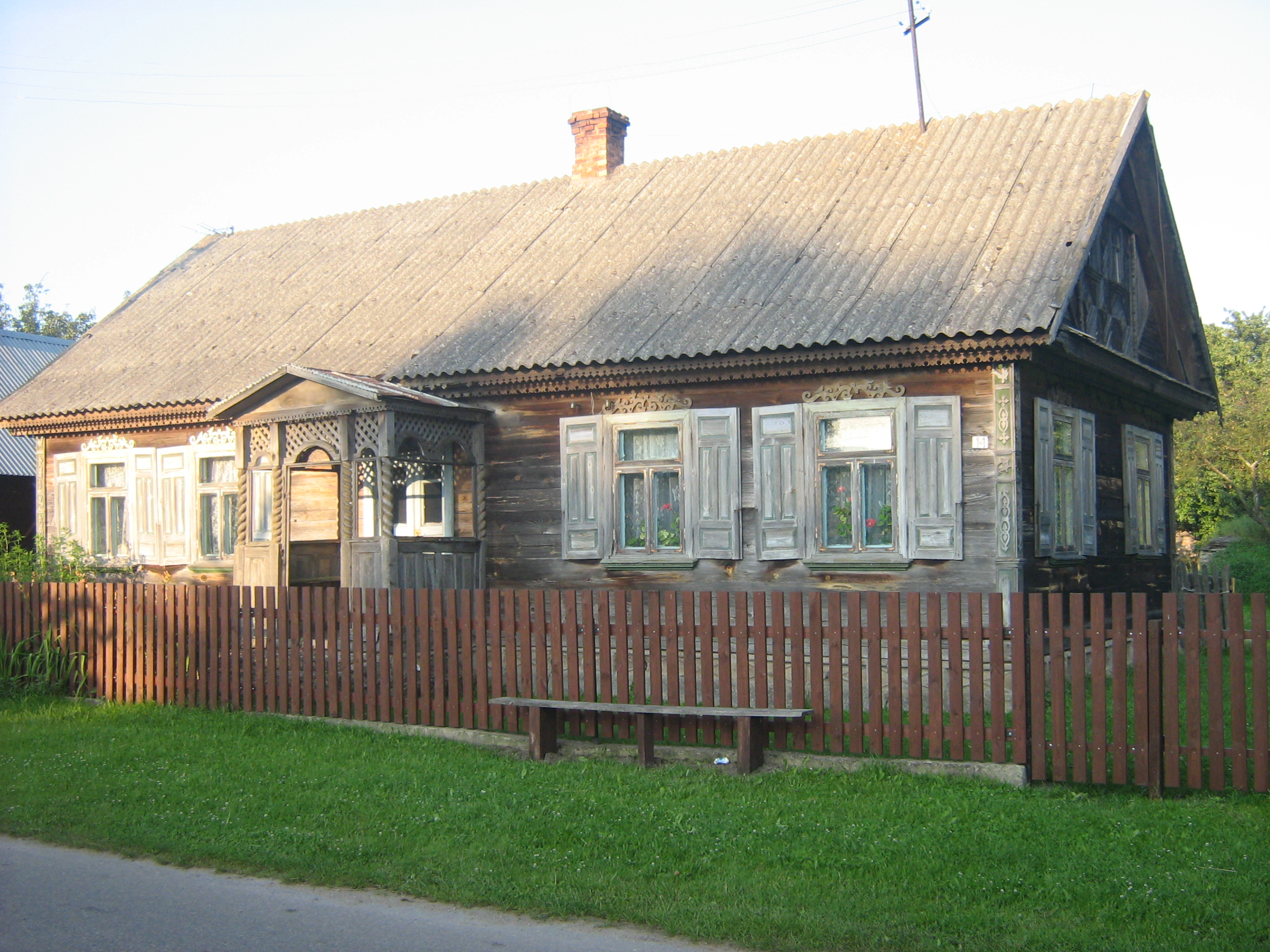
Zabytkowy dom nr 14

Trywieża znajduje się w centralnej części Równiny Bielskiej. Według podziału geobotanicznego Szafera miejscowość znajduje się w krainie białowiesko-knyszyńskiej. Obszar gminy Hajnówka jest lekko falisty.
Przez miejscowość przepływa niewielka rzeka Łoknica, dopływ Narwi. Cieki w okolicy Trywieży zostały uregulowane ze względu na rolnicze wykorzystanie tych terenów.
W pobliżu miejscowości znajdują się pokłady kruszywa mineralnego we frakcji ilastej. Ze względu na dobrą klasę bonitacyjną gleb nie są jednak wykorzystywane gospodarczo.

## Przynależność administracyjna
Do roku 1569 Trywieża znajdowała się w granicach Wielkiego Księstwa Litewskiego. Po unii lubelskiej znalazła się w granicach Korony Polskiej, po trzecim rozbiorze Polski Trywieża znalazła się w granicach Prus, a w roku 1807 – Rosji, a po pierwszej wojnie światowej należała do Polski. Po włączeniu do Rosji administracyjnie należała do obwodu białostockiego, a od roku 1842 do guberni grodzieńskiej, po I wojnie światowej do województwa białostockiego. Początkowo należała do powiatu bielskiego, a po utworzeniu powiatu hajnowskiego znalazła się w jego granicach. Od roku 1861 należała do gminy Łosinka, teraz do powiatu Hajnówka i gminy Hajnówka.

## Transport
Wieś znajduje się około 11 kilometrów od siedziby gminy i powiatu – Hajnówki. Najbliższą czynną stacją kolejową jest Hajnówka. Przez miejscowość przechodzą drogi powiatowe: nr 1619B i 1622B. Pozostałe drogi są drogami gminnymi.

## Pochodzenie nazwy

Herb Grzymała

Nazwa miejscowości sugeruje miejsce, w którym niegdyś stały trzy wieże lub obiekty podobne do nich. Wśród mieszkańców miejscowości funkcjonuje legenda tłumacząca pochodzenie nazwy. Według tej legendy pola, na których leżą dziś Trywieża oraz Wieżanka, należały niegdyś do pana, który posiadał hektarowy sad. Posiadał też zamek, wokół którego rosły drzewa zwane sokomorami. Należącymi doń gruntami zarządzał ekonom, Żyd Aniśko. Pan zbudował obok swego zamku wieżę, z której oglądał swoje pole oraz nadzorował swoich poddanych. Oprócz tego na wzgórzu stały jeszcze trzy inne wieże, z których Aniśko obserwował pracę chłopów. Wykopał ponadto na polu pięć sadzawek i cztery stawy. Jeden nazwał Prystaw, drugi Kopanym. Wykopał także rzeczkę, która płynęła od Borysówki do Nowego Kornina, mijając po drodze wsie Wasilkowo, Trywieżę i Wieżankę. Po śmierci pana Aniśko wraz z córkami sprzedał grunta dla okolicznych mieszkańców. Na górce z trzema wieżami powstała Trywieża, natomiast w miejscu, w którym stał pański zamek, powstała Wieżanka.
Legenda ta nie znajduje potwierdzenia w materiale historycznym. W rzeczywistości nazwa Trywieża pochodzi od herbu rodziny Kazanowskich. Część wsi określana jest jako Nova Hulica (Nowa Ulica), oznacza część wsi, która powstała później.

## Historia

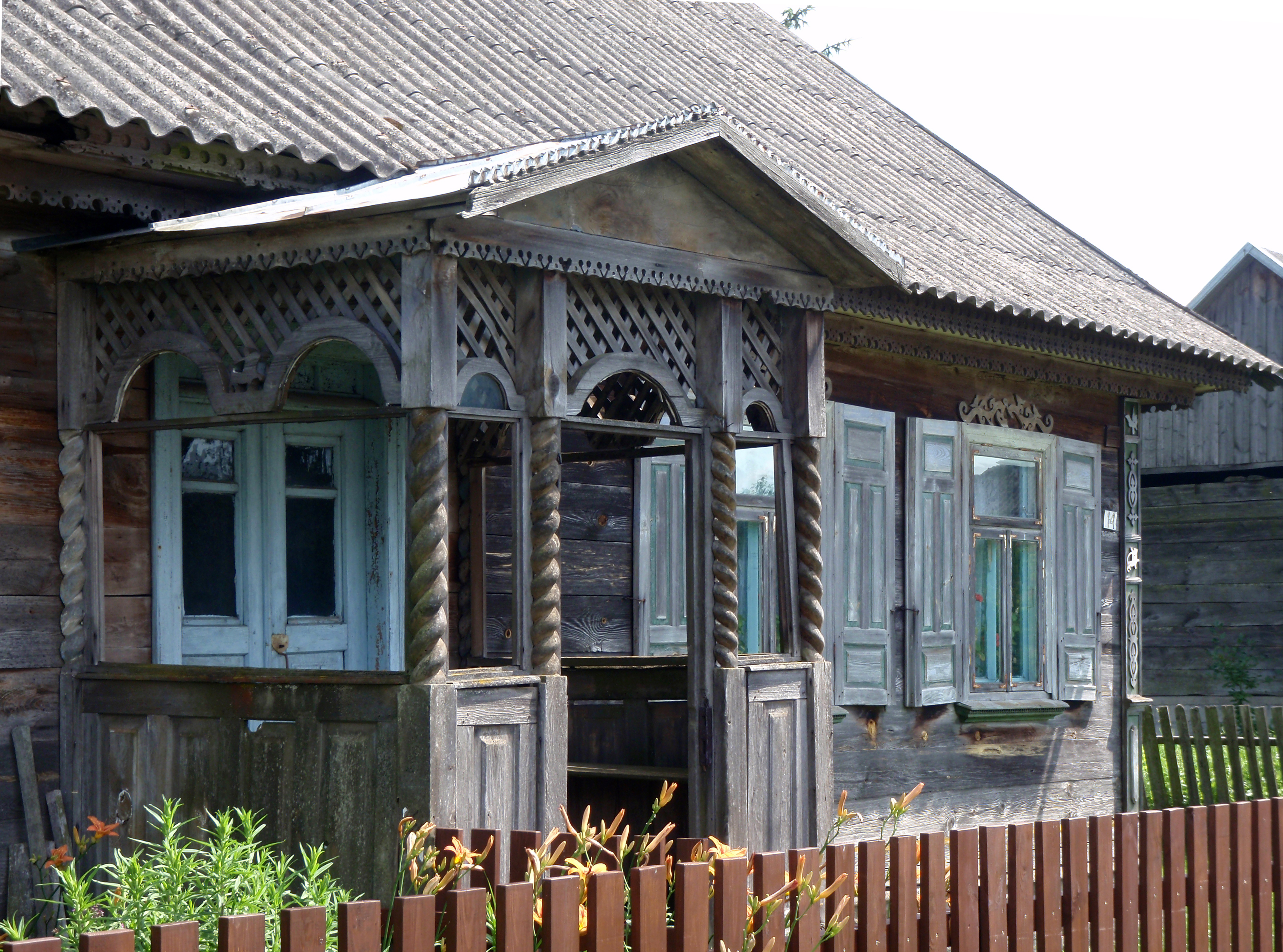
Ganek ze spiralnie toczonymi słupkami (dom nr 14)

### Folwark
Rozwój osadnictwa spowodował likwidację większej części Puszczy Bielskiej. Na początku XVII wieku osadnictwo dotarło do samej granicy Puszczy Białowieskiej. Powstawały osady i folwarki, wśród nich folwark trywieski, którego powstanie związane jest z osobą Adama Kazanowskiego herbu Grzymała. Adam Kazanowski otrzymał w 1638 roku po swoim ojcu starostwo i leśnictwo bielskie. W 1640 roku założył na jego terenie folwark Trywieża. Stało się to w wyniku sporów „dla lepszego dozoru i strzeżenia puszczy”, na podstawie zezwolenia króla Władysładwa IV.
W 1649 roku, po śmierci męża, folwark trywieski otrzymała Elżbieta Słuszczanka. W 1651 roku zbudowano dwór w Trywieży. Historia Trywieży urywa się w połowie XVII wieku i ponownie zaczyna w czasach Klemensa Branickiego, hetmana polnego.
W XVIII wieku po przejściu leśnictwa bielskiego pod zarządzanie Branickich, folwark trywieski stał się jednym z wiodących gospodarstw w ich dobrach. Urodzajne ziemie zapewniały duże plony zbóż. W Trywieży powstała gorzelnia. Trunki wytwarzano z żyta i jęczmienia. W 1755 pożar zniszczył gorzelnię, która niebawem została odbudowana. W 1771 odnotowano dobre wyniki produkcji gorzałki. „Na 18 000 garnców wódki przeznaczano 2 600 szańców żyta i 400 szańców jęczmienia, z czego uzyskano 72 000 garnców.” Tzn. że ze 100 garnców zboża uzyskiwano 25 garnców wódki. Gorzałkę wysyłano do Warszawy i Tarchomina. Wytwarzano też tarcicę dębową, którą dostarczano do Białegostoku.
W folwarku trywieskim były dwa wiatraki i jeden młyn koński. Później, z materiału pochodzącego z rozbiórki końskiego młyna, odbudowano cerkiew w Orli (spłonęła w pożarze). Drewno z Puszczy Białowieskiej było wtedy niedostępne ze względu na granicę powstałą po III rozbiorze Polski, a Puszcza Ladzka miała ograniczone zasoby.
W wyniku uwłaszczenia w 1861 roku chłopi otrzymali nadziały ziemi z obowiązkiem wykupu w ciągu 50 lat.

### Współczesna historia

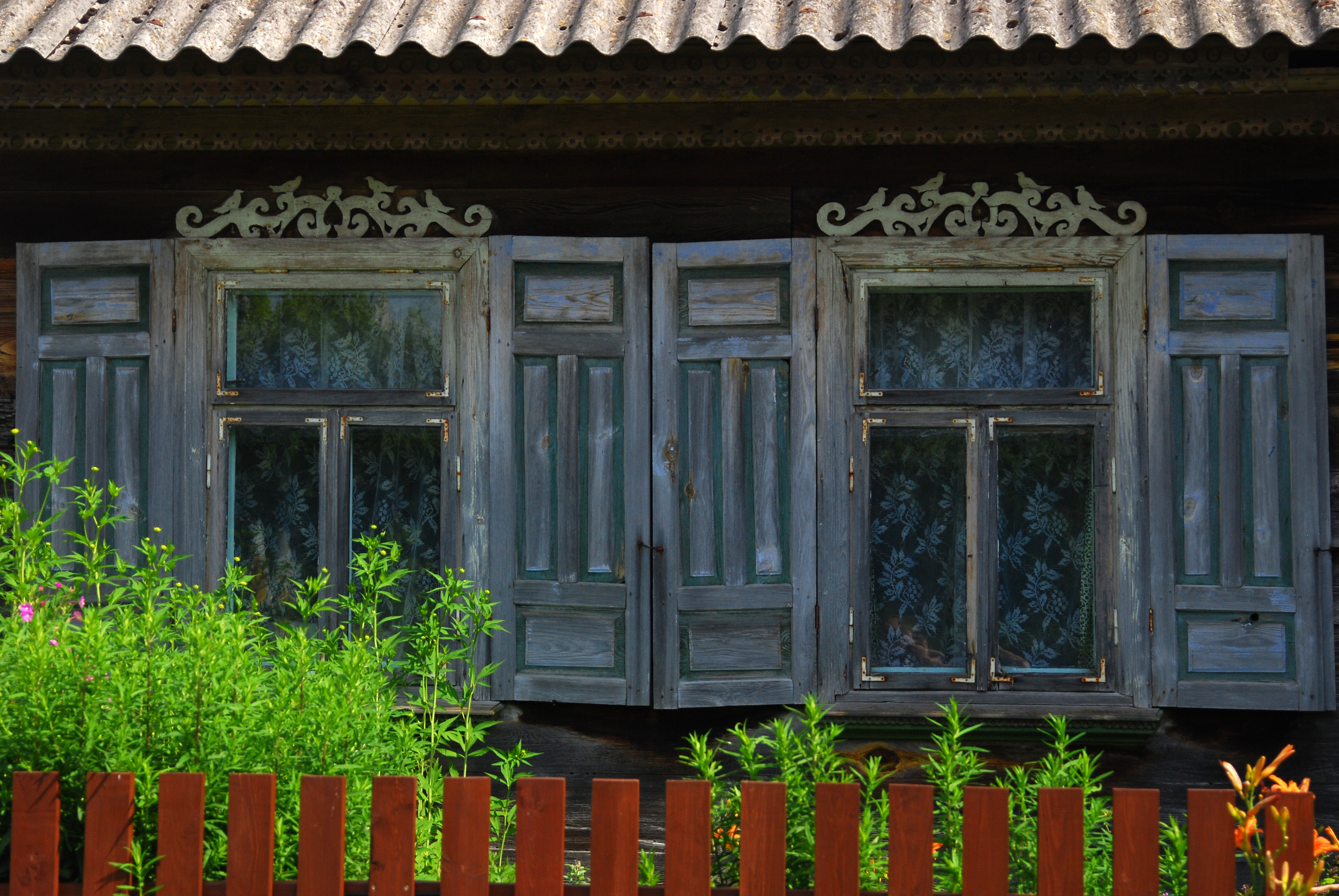
Zdobienia okiennic w domu nr 14

Podczas I wojny światowej, w czasie bieżeństwa, tylko dwie rodziny pozostały w Trywieży. Bieżeńcy wrócili dopiero po siedmiu latach, a ich pola zostały porośnięte młodym lasem. W opuszczonych domach zamieszkali sprowadzeni z Białorusi robotnicy pracujący przy pozyskiwaniu drewna w Puszczy Białowieskiej oraz w tartaku. W okresie międzywojennym wszyscy mieszkańcy wsi posługiwali się białoruską gwarą. Większość mieszkańców umiała czytać i pisać w języku rosyjskim i polskim. We wsi była czteroklasowa szkoła, na której kończyła się edukacja. Nauczyciel pochodził z Poznańskiego. Tylko jedna osoba ukończyła szkołę zawodową, był nią Andrzej Gabrylewski, który później pracował jako wioskowy kowal. Do kina w Hajnówce szkoła zorganizowała tylko jeden wyjazd. W 1938 szkoła zakupiła radio.

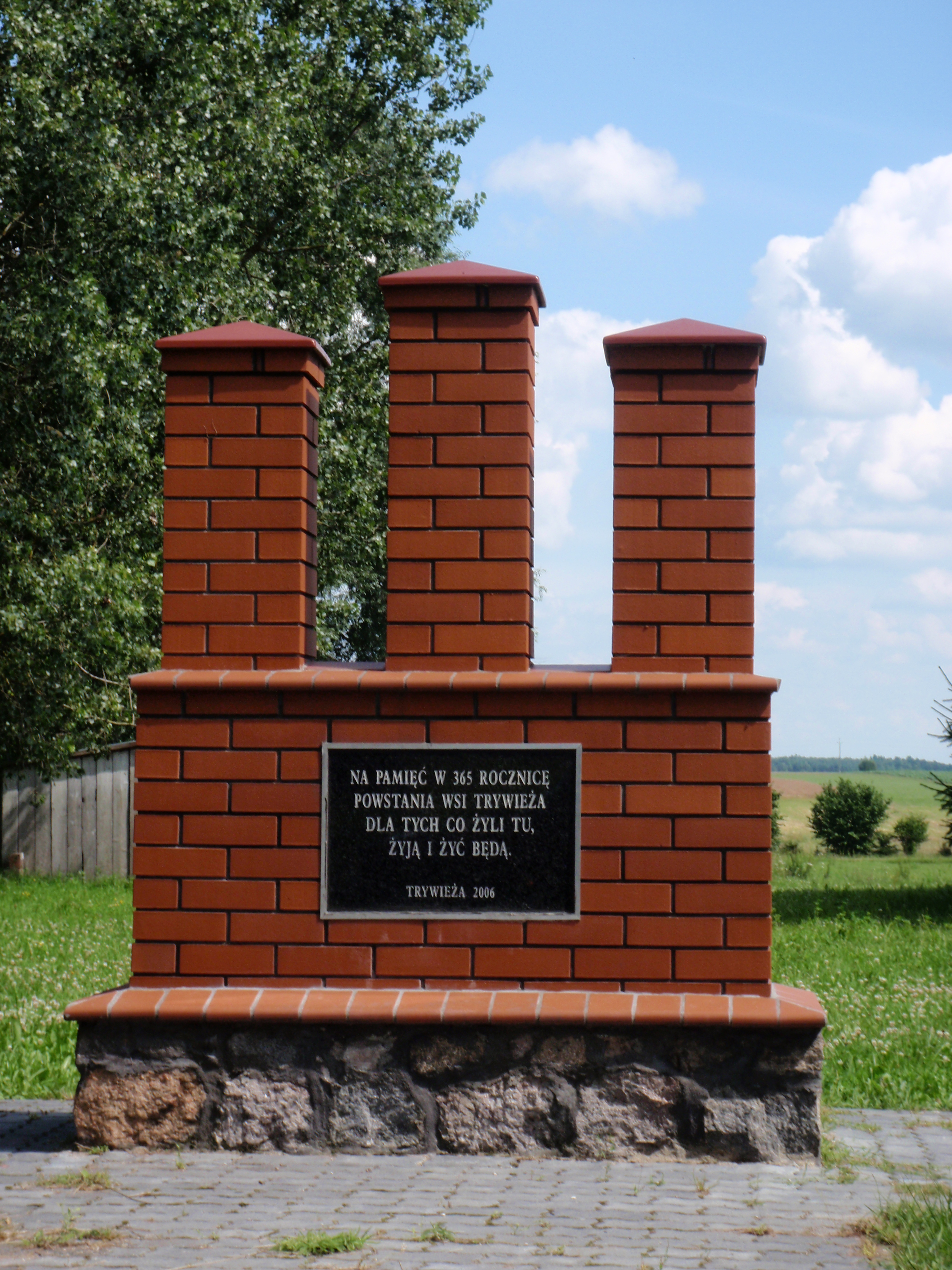
Pomnik z okazji 365-lecia istnienia Trywieży

Podczas II wojny światowej tylko kilka domów zostało zniszczonych. Po wojnie cztery rodziny wyjechały do BSRR na skutek namów sowieckich agitatorów.
Po wojnie namawiano ludzi do zawiązania spółdzielni produkcyjnej, obiecując im dostatnie życie. Spółdzielnia powstała w 1952, jednak rozwiązano ją już w 1956 roku, a grunta zwrócono gospodarzom. W 1962 zorganizowano kółko rolnicze. Kółko posiadało cztery traktory z pełnym parkiem maszynowym. W 1967 zajmowało pierwsze miejsce w Gromadzkiej Radzie Narodowej w Łosince.

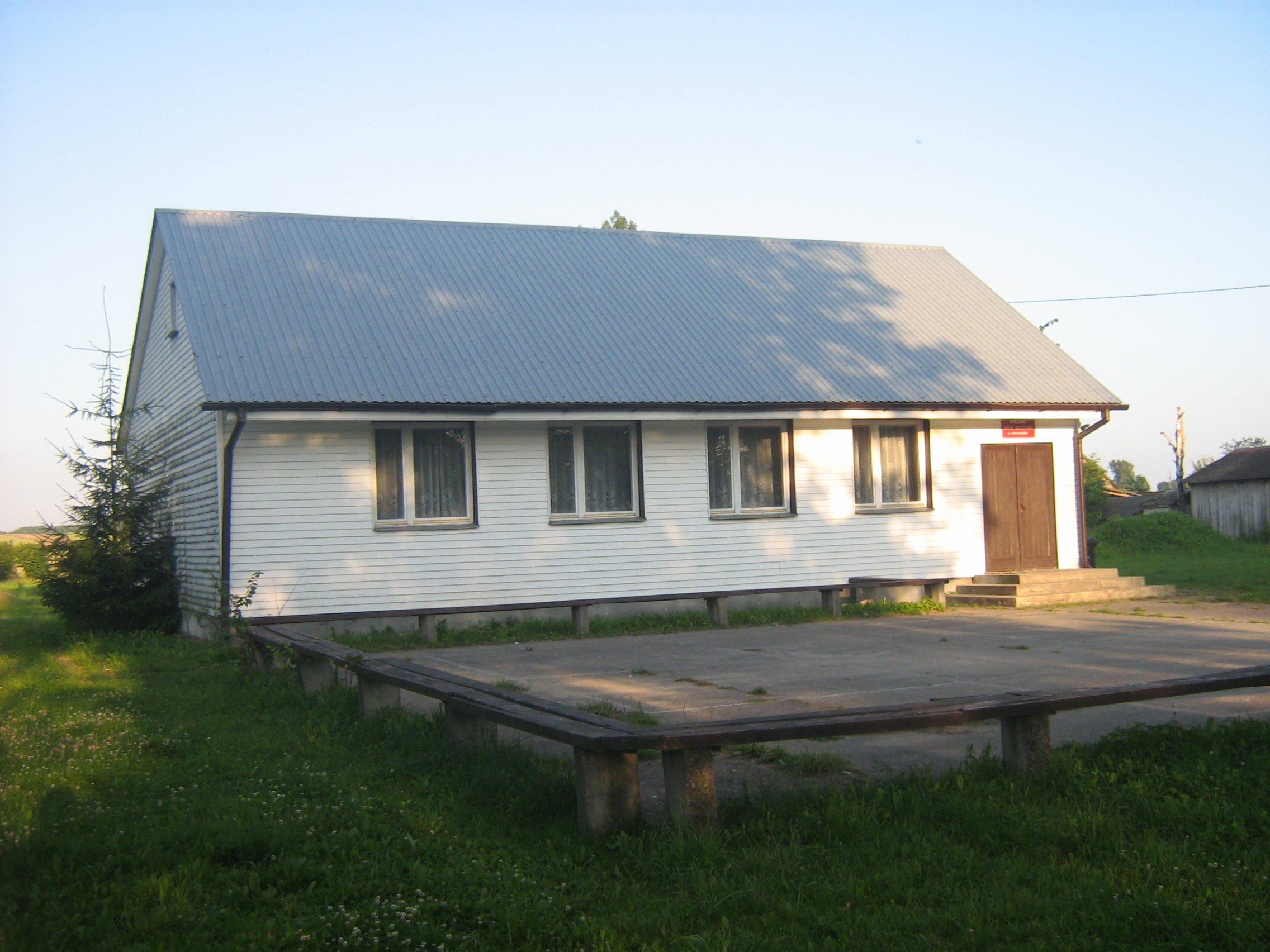
Wiejski Dom Kultury

W latach 70. XX wieku prowadzono prace archeologiczne w okolicach Trywieży, w trakcie których odkryto złoża gliny nadającej się na surowiec do produkcji ceramiki budowlanej.
W sierpniu 1996 roku odbył się festyn białoruski, podczas którego otwarto Wiejski Dom Kultury. Na uroczystość przybył generalny konsul Białoruski Michał Slemniow. Z Trywieży pochodzi Bazyli Siegień, prodziekan Wydziału Filologicznego Uniwersytetu w Białymstoku, pracuje przy katedrze Filologii Białoruskiej.
W roku 2006 z inicjatywy sołtysa Konstantego Sołowianiuka odsłonięto pomnik poświęcony powstaniu wsi Trywieża. Pomnik stanął w 365. rocznicę założenia folwarku, z którego później powstała wieś. Pomnik przedstawia trzy wieże z klinkierowej cegły.

## Demografia
Trywieża zawsze była niewielką wsią, a liczba domów wahała się od 10 do 30. W roku 1847 wieś liczyła 12 domów, zamieszkiwało ją 114 osób, w 1911 roku liczyła 29 domów, zamieszkiwały ją 223 osoby. W 2007 roku wieś liczyła 29 domów, zamieszkiwało ją 78 osób.
Według spisu ludności z 30 września 1921 roku w Trywieży zamieszkiwało 113 osób w 26 domach, wszyscy byli narodowości białoruskiej.
Według stanu z 31 grudnia 2012 w Trywieży było 75 stałych mieszkańców.

## Gospodarka
Wieś znajduje się w rolniczej części gminy. W jej obrębie dominują gleby klasy IVa. Brak gleb o klasie wyższej niż IIIb. Struktura ta jest zbliżona do stanu dla całej gminy. Dominują korzystne dla rolnictwa gleby lekkie i bardzo lekkie. Gleby ciężkie stanowią około 1% areału. Jednak aż 51% gleb w sołectwie jest okresowo podmokłych.
W pobliżu miejscowości znajdują się pokłady kruszywa mineralnego we frakcji ilastej. Ze względu na dobrą klasę bonitacyjną gleb przeznaczone one były pierwotnie tylko warunkowo do wykorzystania.
W 2007 roku powstał pomysł zbudowania nowoczesnej cegielni w Trywieży. Zakładał on, że produkcja cegły budowlanej ruszy w 2010, a zatrudnionych zostanie około dwustu ludzi. W 2008 roku do gminnego „Studium uwarunkowań i kierunków zagospodarowania przestrzennego” wpisano budowę elementów infrastruktury niezbędnych do budowy zakładu: sieci energetycznej i gazociągu. W lipcu 2009 roku Rada Gminy Hajnówka podjęła uchwałę w sprawie miejscowego planu zagospodarowania przestrzennego obszaru o powierzchni około 69 hektarów w obrębie wsi Trywieża, przeznaczając go na budowę kopalni iłów i zakładów ceramiki budowlanej.
Pojawiały się publicznie głosy, że uruchomienie tej inwestycji było przesuwane w czasie ze względu na opieszałość urzędników na wyższych szczeblach władzy.

## Oświata
Wieś należy do rejonu szkoły podstawowej w Nowokorninie. Szkoła ta wspiera podtrzymanie tożsamości białoruskiej. Gimnazjum rejonowe znajduje się w miejscowości Dubiny. Także ono zapewnia możliwość nauki języka białoruskiego.

## Religia
Według spisu ludności z 30 września 1921 roku w Trywieży 106 osób było wyznania prawosławnego, 7 mojżeszowego. W roku 1930 pojawili się we wsi zielonoświątkowcy, na skutek działalności kaznodziejskiej Tatiany Drobotiuk z Rzepisk. W roku 1981 liczba zielonoświątkowców wynosiła 9 osób, należeli do zboru w Nowosadach. Według stanu prawosławnej parafii w Łosince z 31 grudnia 2007 roku, 78 parafian pochodziło z Trywieży.
Mieszkańcy wsi wyznania prawosławnego, należą do parafii w Łosince, a wierni kościoła rzymskokatolickiego do parafii Podwyższenia Krzyża Świętego i św. Stanisława, Biskupa i Męczennika w Hajnówce.

## Zabytki
W miejscowości znajduje się 5 obiektów zabytkowych. Są to domy mieszkalne, w niektórych wypadkach wraz z częścią zabudowań gospodarczych.
- Dom nr 14 drewniany z 1937 roku
- Dom nr 17 drewniany z końca XIX wieku, część gospodarcza dobudowana w 1943 roku
- Dom nr 18 z częścią gospodarczą drewniany z końca XIX wieku
- Dom nr 20 z oborą drewniany z 1862 roku
- Dom nr 22 drewniany z lat 40. XX wieku